# 最高位戦 (韓国)
最高位戦（さいこういせん、최고위）は、韓国の囲碁の棋戦。1959年に創設。1999年38期まで実施され、2000年に休止。
- 主催 釜山日報

挑戦手合は、第1-36期は五番勝負、37期以降は三番勝負。

## 歴代優勝者と挑戦手合
（左が優勝者）
1. 1959年 趙南哲
2. 1960年 趙南哲 3-0 趙祥衍
3. 1961年 趙南哲 3-2 金寅
4. 1962年 趙南哲 3-1 尹奇鉉
5. 1964年 趙南哲 3-2 金寅
6. 1965年 趙南哲 - Kim Pong-seon
7. 1966年 趙南哲 3-1 金寅
8. 1967年 金寅 3-0 趙南哲
9. 1968年 姜哲民 3-2 金寅
10. 1969年 Kim Ig-yeong 3-1 姜哲民
11. 1970年 姜哲民 3-0 Kim Ig-yeong
12. 1971年 金寅 3-2 姜哲民
13. 1972年 金寅 3-0 姜哲民
14. 1973年 曺薫鉉 3-0 金寅
15. 1974年 曺薫鉉 3-1 金寅
16. 1976年 曺薫鉉 3-2 河燦錫
17. 1977年 曺薫鉉 3-1 張秀英
18. 1978年 曺薫鉉 3-0 河燦錫
19. 1979年 曺薫鉉 3-1 徐奉洙
20. 1980年 徐奉洙 3-0 曺薫鉉
21. 1981年 曺薫鉉 3-0 徐奉洙
22. 1982年 曺薫鉉 3-0 張秀英
23. 1983年 曺薫鉉 3-0 徐奉洙
24. 1984年 曺薫鉉 3-0 徐奉洙
25. 1985年 曺薫鉉 3-1 河燦錫
26. 1986年 曺薫鉉 3-0 張秀英
27. 1987年 曺薫鉉 3-0 徐能旭
28. 1988年 曺薫鉉 3-1 李昌鎬
29. 1989年 李昌鎬 3-2 曺薫鉉
30. 1990年 李昌鎬 3-2 曺薫鉉
31. 1991年 李昌鎬 3-1 徐能旭
32. 1992年 曺薫鉉 3-1 李昌鎬
33. 1993年 李昌鎬 3-0 曺薫鉉
34. 1994年 李昌鎬 3-2 曺薫鉉
35. 1995年 李昌鎬 3-0 曺薫鉉
36. 1996年 李昌鎬 3-2 曺薫鉉
37. 1998年 李昌鎬 2-0 曺薫鉉
38. 1999年 李昌鎬 2-0 安祚永